# Пам'ятки архітектури національного значення Кіровоградської області
У Кіровоградській області нараховується 17 пам'яток архітектури національного значення.

## Список
| № п/п                   | Найменування пам'ятки                                          | Датування       | Місцезнаходження              | Охоронний номер та номер у комплексі |
| ----------------------- | -------------------------------------------------------------- | --------------- | ----------------------------- | ------------------------------------ |
| м. Кропивницький        |                                                                |                 |                               |                                      |
| 1                       | Покровська церква (мур.)                                       | 1875 р.         | вул. Юрія Олефіренка, 14      | 1199-Н                               |
| 2                       | Єлизаветинська фортеця (зміш.):                                | 1754 р.         | Фортеця, 21                   | 252-Н                                |
| 3                       | Казарми Єлизаветинської фортеці                                | 1754 р.         | Фортеця, 21                   | 252-Н/2                              |
| 4                       | Лікувальний корпус (зміш.)                                     | 1754 р.         | Фортеця, 21                   |                                      |
| 5                       | Канцелярія і аптека (зміш.)                                    | 1754 р.         | Фортеця, 21                   |                                      |
| 6                       | Житловий будинок (зміш.)                                       | 1754 р.         | Фортеця, 21                   |                                      |
| 7                       | Кухня (зміш.)                                                  | 1754 р.         | Фортеця, 21                   | 252-Н/4                              |
| 8                       | Земляні укріалення Єлизаветинської фортеці                     | 1754 р.         | Фортеця, 21                   | 252-Н/5                              |
| 9                       | Палацовий корпус (мур.)                                        | 1848 р.         | вул. Дворцова, 2              | 253-Н                                |
| 10                      | Військове училище (мур.)                                       | 1848 р.         | вул. Кавалерійська, 9         |                                      |
| 11                      | Манеж (мур.)                                                   | 1848 р.         | вул. Кавалерійська, 11        | 255-Н                                |
| 12                      | Штабний корпус (мур.)                                          | 1848 р.         | вул. Кавалерійська, 13        |                                      |
| 13                      | Житловий будинок (зміш.)                                       | 1800 р.         | вул. Арсенія Тарковського, 61 | 257                                  |
| 14                      | Грецька церква (Пресвя-тої Володимирівської Богородиці) (мур.) | 1812 р.         | вул. К. Маркса                |                                      |
| 15                      | Дзвіниця з будинком настоятеля Грецької церкви (мур.)          | 1812 р.         | вул. К. Маркса                |                                      |
| Новомиргородський район |                                                                |                 |                               |                                      |
| 16                      | Іллінська церква (мур.)                                        | 1786 р.         | м. Новомиргород               | 1200-Н                               |
| Олександрійський район  |                                                                |                 |                               |                                      |
| 17                      | Церква-усипальня М. М. Раєвського (мур.)                       | 1833 — 1855 рр. | с. Розумівка                  | 1121-Н                               |